# Julius Döpfner
Julius August Döpfner (Hausen, Bad Kissingen, 26 de agosto de 1913-Múnich, Alemania Occidental, 24 de julio de 1976) fue un cardenal alemán de la Iglesia católica que ejerció como arzobispo de Múnich y Frisinga desde 1961 hasta su muerte, y fue elevado al cardenalato en 1958.

## Biografía

### Primeros años y ordenación sacerdotal
Julius Döpfner nació en Hausen (hoy parte de Bad Kissingen), hijo de Julius Matthäus y Maria Döpfner. Fue bautizado dos días después, el 28 de agosto. Döpfner tenía una hermana, Maria, y dos hermanos, Paul y Otto. En 1924 ingresó en el "Gymnasium" de Münnerstadt, dirigido por los agustinos, y posteriormente asistió al "Seminario" de Würzburg y al Colegio Pontificio Germano-Húngaro de Roma. Döpfner fue ordenado al sacerdocio por el arzobispo Luigi Traglia el 29 de octubre de 1939, y luego terminó sus estudios en la Pontificia Universidad Gregoriana, de donde obtuvo la doctorado en Teología en 1941, escribiendo su tesis sobre el cardenal John Henry Newman. Trabajó como capellán en Großwallstadt hasta 1944.

### Obispo
El 11 de agosto de 1948, Döpfner fue nombrado obispo de Würzburg por el Papa Pío XII. El 14 de octubre siguiente recibió su consagración episcopal de manos del arzobispo Joseph Kolb, actuando los obispos Joseph Schröffer y Arthur Landgraf como co-consagradores. La consagración tuvo lugar en la colegiata de Neumünster, debido a que la catedral de Würzburg estaba inutilizada por el bombardeo de Würzburg en la Segunda Guerra Mundial. En esos años excomulgó a fieles por asuntos triviales, como fue el caso de Karlheinz Deschner, que posteriormente adoptaría una postura adversa a la jerarquía católica.
Fue nombrado Obispo de Berlín el 15 de enero de 1957, y se convirtió en el miembro más joven del Colegio de Cardenales al ser creado cardenal-sacerdote de Santa Maria della Scala (pro hac vice) por el Papa Juan XXIII en el Consistorio del 15 de diciembre de 1958.
Promovido a arzobispo de Múnich y Freising el 3 de julio de 1961, Döpfner participó en el Concilio Vaticano II (1962-1965), y formó parte de la Comisión Central Preparatoria. Junto con el cardenal Raúl Silva Henríquez, ayudó al cardenal Léon-Etienne Duval a pronunciar uno de los mensajes de clausura del Concilio el 8 de diciembre de 1965.
El prelado alemán fue uno de los cardenales electores en el cónclave de 1963, que eligió a Pablo VI.
Döpfner fue presidente de la Conferencia Episcopal Alemana (1965-1976) y, por tanto, portavoz de la Iglesia católica de Alemania. También fue miembro de la Comisión para la Revisión del Código de Derecho Canónico; y del Consejo de la Secretaría General del Sínodo de Obispos. A menudo se le describe como papable, pero murió a los 62 años en el residencia arzobispal de Múnich.

## Visiones

### Reforma de la Iglesia
El cardenal, que se consideraba liberal en sus posiciones, criticó las "formas anticuadas" de la Iglesia y su "resistencia a ideas, formas y posibilidades a las que tal vez pertenezca el futuro, y a menudo consideramos imposible lo que finalmente se manifestará como una forma legítima de cristianismo".

### Control de natalidad
Estuvo muy involucrado en la cuestión del control de la natalidad, sirviendo como codiputado en la comisión del Vaticano para estudiar los temas del matrimonio, la familia y la regulación de la natalidad.

### Ecumenismo
También apoyó el ecumenismo.